# Oyapock
Pour les articles homonymes, voir Oyapock (homonymie).
L'Oyapock (prononcé : /ojapɔk/ ; anciennement Wiapoco, en néerlandais et en portugais : Oiapoque), est un fleuve qui marque la frontière entre le Brésil et la France en Guyane depuis 1713 avec la signature du traité d'Utrecht. Cependant, cette frontière n'est reconnue par la France qu'après un arbitrage international en 1900 (voir l'article sur le contesté franco-brésilien) : la France estimait en effet que la Guyane française s'étendait jusqu'au rio Araguari.

## Géographie
De 403,4 km de longueur en France, il prend sa source au Brésil, dans l'état d'Amapá, au nord de la Serra Uassipein.
Un pont sur l'Oyapock relie la ville de Saint-Georges-de-l'Oyapock en Guyane et la ville d'Oiapoque au Brésil. Sa construction est terminée depuis août 2011, mais il n'est inauguré qu'en mars 2017. De nombreux piroguiers permettent également de traverser le fleuve pour aller à Oiapoque.
Cette frontière est surveillée en permanence par la gendarmerie nationale et par les légionnaires du 3e REI de Kourou.
Des postes frontières sont implantés à Saint-Georges-de-l'Oyapock et à Camopi. Ces postes avancés servent de point de départ des missions de contrôle de la gendarmerie et de l'armée (lutte contre l'orpaillage clandestin, immigration clandestine, le trafic d'essence etc.).

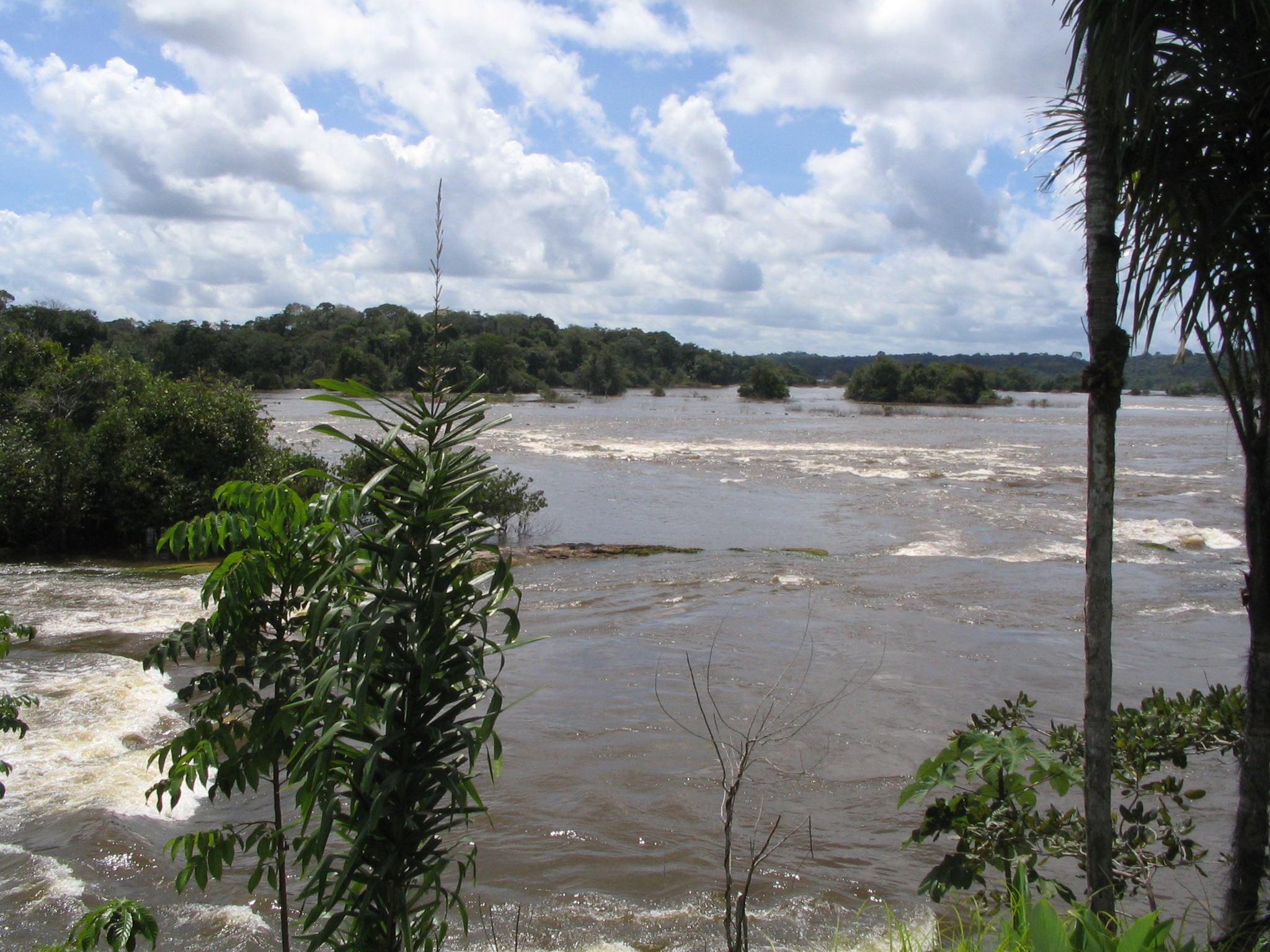
Le saut Maripa sur l'Oyapock.

### Communes traversées
Dans le seul département de la Guyane, l'Oyapock traverse les deux seules communes de Saint-Georges et Camopi, dans l'arrondissement de Cayenne.

### Bassin versant
Son bassin versant est de 26 820 km2 de superficie.

## Affluents
- Ouanary (rg[note 1]), 56 km au niveau de son estuaire.
- Yaloupi (rg), 113 km à environ 200 kilomètres de son estuaire.
- Rio Uaçá (rd), 189 km au niveau de son estuaire.
- Crique Gabaret (rg), 65 km
- Rio Pantanari (rd), 49 km
- Crique Armontabo (rg), 74 km
- Rio Cricou (rd), 124 km
- Crique Noussiri (rg), 77,3 km
- Rio Anotaïe (rd), 183 km
- Camopi (rg), 244 km

## Hydrologie
Son régime hydrologique est dit pluvial équatorial.

### L'Oyapock à Maripa
La surface du  bassin versant de l'Oyapock est de 25 120 km2 à Maripa. Son débit inter annuel ou module y est de 835 m3/s et le fleuve présente une période de hautes eaux de février à juin au moment de la saison des pluies et une période d'étiage de septembre à novembre au moment de la saison sèche. Les valeurs extrêmes mesurées pour le débit mensuel sur la période 1953-1995 sont égales à 71 m3/s et 3 485 m3/s.

### Débit spécifique
Son débit spécifique de 33,2 l/s par km2 de bassin.

## Îles fluviales
Les principales îles fluviales de l'Oyapock sont :
- Îlet Jonc (Brésil)
- Îlet Perroquet (France)
- Îlet Biche (France)
- Îlet Youmino (Brésil)
- Îlet Jacquot (Brésil)
- Îlets Ramier (France)
- Îlets Taparabu (Brésil)
- Îlet Pêcheur (Brésil)
- Îlet Mathieu (France)
- Îlet Galion (France)
- Îlet Jannot (Brésil)
- Îlet Guinguincoin (France)
- Îlet Barbade (France)
- Îlet Barbosa (Brésil)
- Îlet Marécage (France)
- Îlet Koumouri (France)
- Îlet Waniaou (France)
- Îlet Gros Indien (France)
- Îlet Kouaman (Brésil)
- Casfésoca (France)

## Histoire
Le cours inférieur du fleuve est, à l'époque précolombienne, contrôlé par la culture Aristé.
C'est sur les rives de l'Oyapock qu'est mort en 1624 Jessé de Forest qui avait organisé, avec Willem Usselincx, l'installation de familles juives et protestantes wallonnes venues d'Avesnes-sur-Helpe, sous la direction du capitaine Jan de Moor, soit l'une des premières implantations européennes sur la Côte Sauvage. L'histoire cartographique du bas-Oyapock, de 1506 à 1900, a été consignée dans un ouvrage de Patrick Pérez en 2017.

## Vidéographie
- Oyapock, documentaire de 53 minutes de Mael Cabaret. Tourné en immersion durant l'année de construction du pont, le film croise les parcours de vie d'une poignée d'habitants des deux villes frontalières : Oiapoque & Saint-Georges-de-l'Oyapock.

## Notoriété
Son nom en portugais a été attribué à l'un des deux anneaux récemment découverts de (10199) Chariclo.

## Galerie

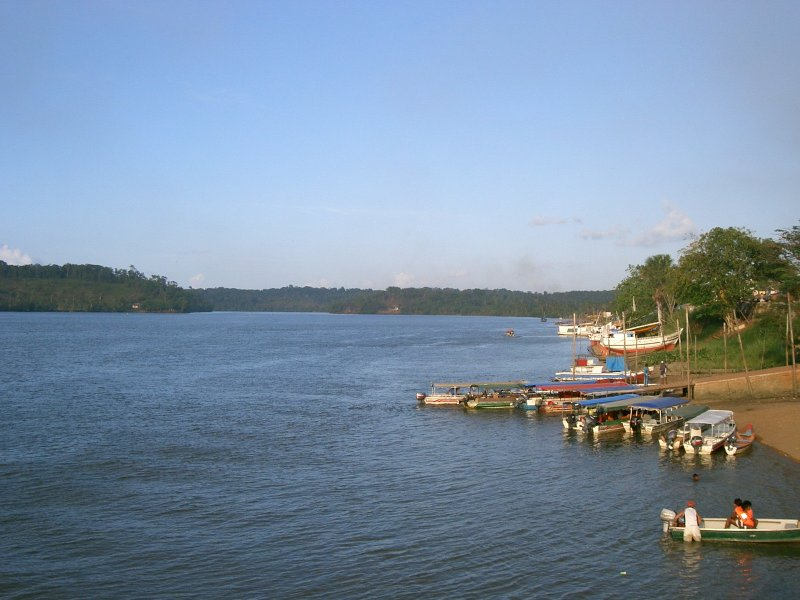
Vue du Brésil vers la Guyane française près du village de Saint-Georges-de-l'Oyapock.
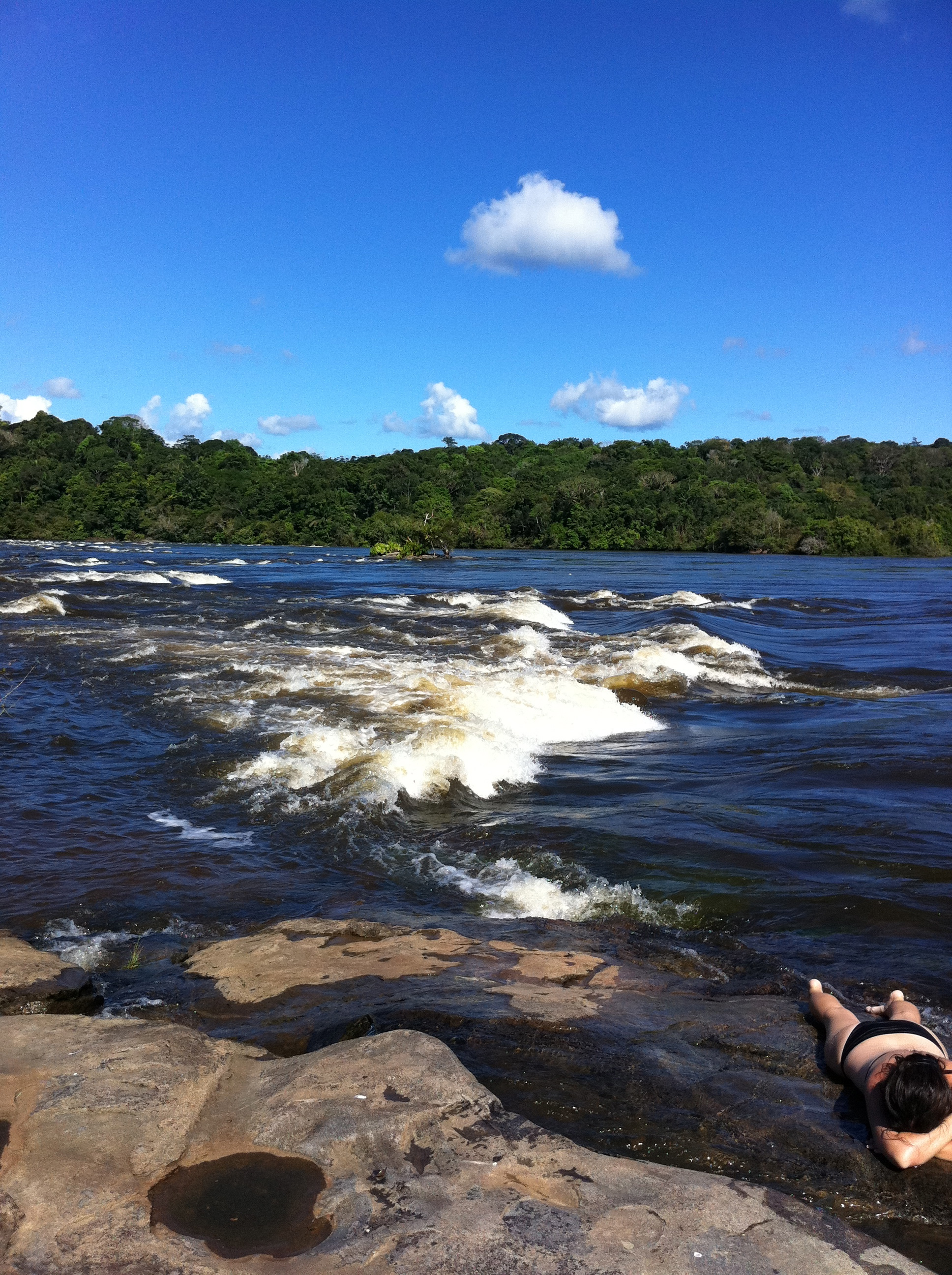
Saut Maripa en juin 2011 : débit encore important malgré l'arrivée de la saison sèche.
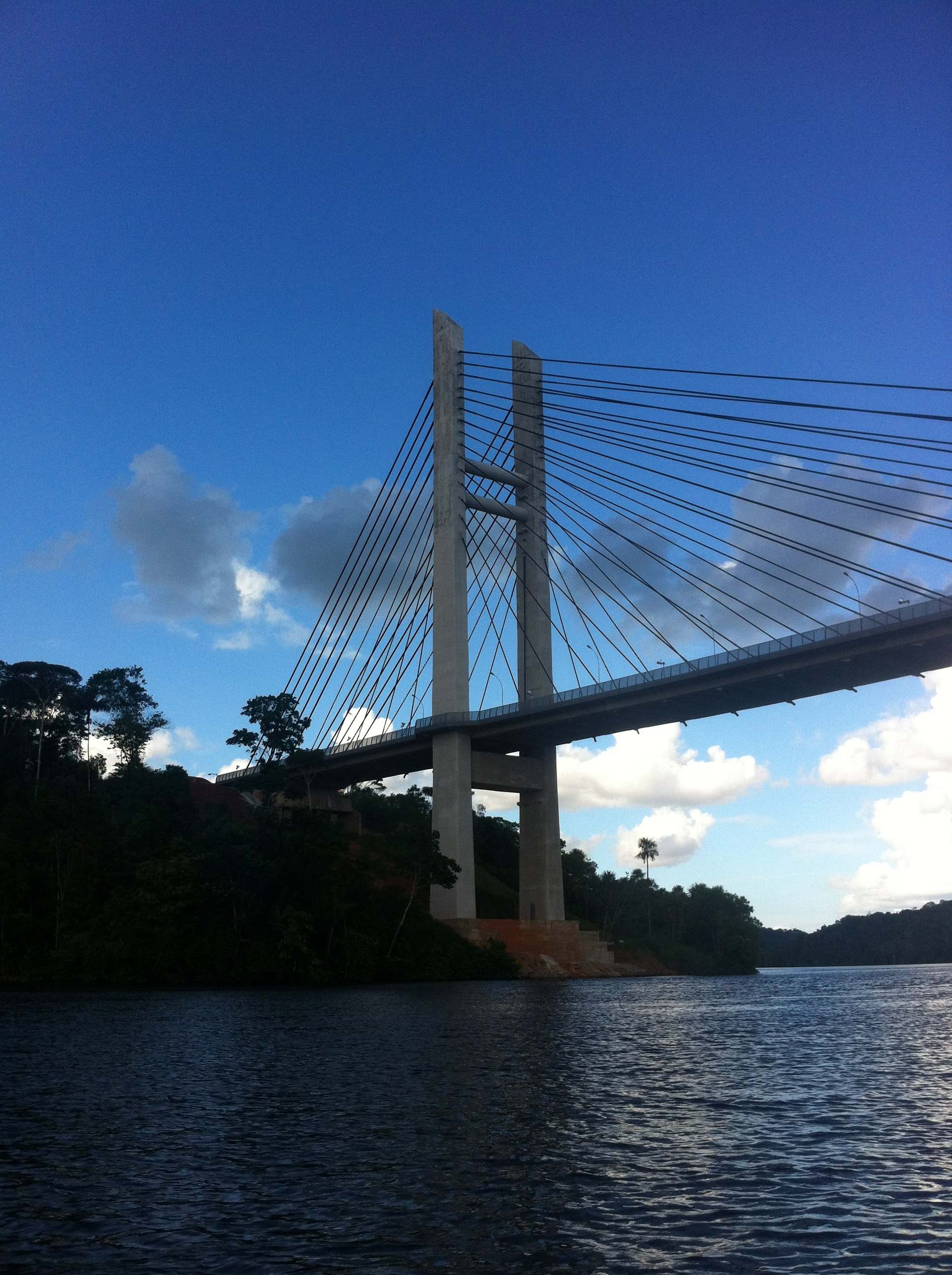
Pont terminé en août 2011.
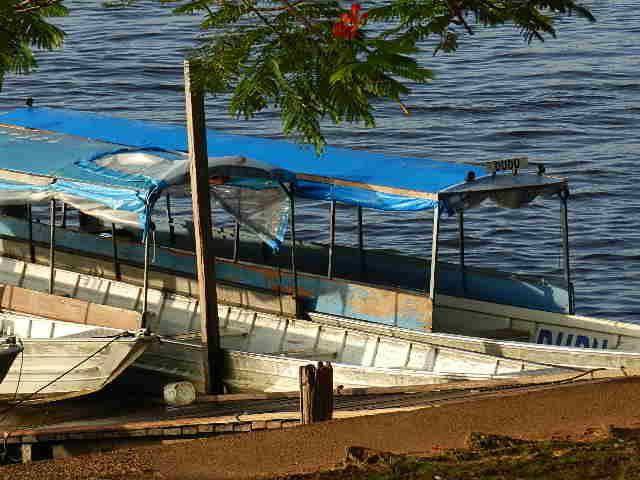
Une pirogue taxi pour ralier le Brésil.